# مانويل أكونا
مانويل أكونا (بالإسبانية: Manuel Acuña Narro)‏ هو كاتب وشاعر مكسيكي، ولد في 27 أغسطس 1849 في سالتيو في المكسيك، وتوفي في 6 ديسمبر 1873 في مدينة مكسيكو في المكسيك بسبب سم.